# Johann Walter
Johann Walter (Kahla, Alemania, 1496 - Torgau, 25 de marzo de 1570), alias de Johann Blankenmüller, fue un compositor alemán y cantor eclesiástico en Torgau.

## Vida
Walter nació en Kahla en la región de Turingia en 1496. De acuerdo con documentos en su testamento, nació con el apellido Blankenmüller, pero fue adoptado debido a la pobreza de su familia por un ciudadano de Kahla, adoptando el nombre de Johann Walter. Comenzó su carrera como compositor y cantor a los 21 años, en la corte de Federico III de Sajonia en Dresde, posición que mantuvo hasta la muerte de Federico III en 1525. En 1526, tras la disolución de la orquesta de la corte en Dresde, fue cantor de la escuela latina de Torgau y también cantor de la ciudad.
Walter era un portavoz del luteranismo, y Martín Lutero le consultó para la creación de la "Misa Alemana" (Deutsche Messe) publicada por Lutero en 1526. Esta misa en idioma alemán, es completamente cantada con la excepción del sermón. En 1554 regresa a Dresde al ser nombrado Kapellmeister de la corte del príncipe elector de Sajonia.
Walter no permaneció mucho tiempo en Dresde, regresando ese mismo año a Torgau, donde permanecería hasta su muerte. Uno de sus alumnos en Torgau fue Georg Otto (1550-1618), que a su vez fue maestro de Heinrich Schütz.

## Obra

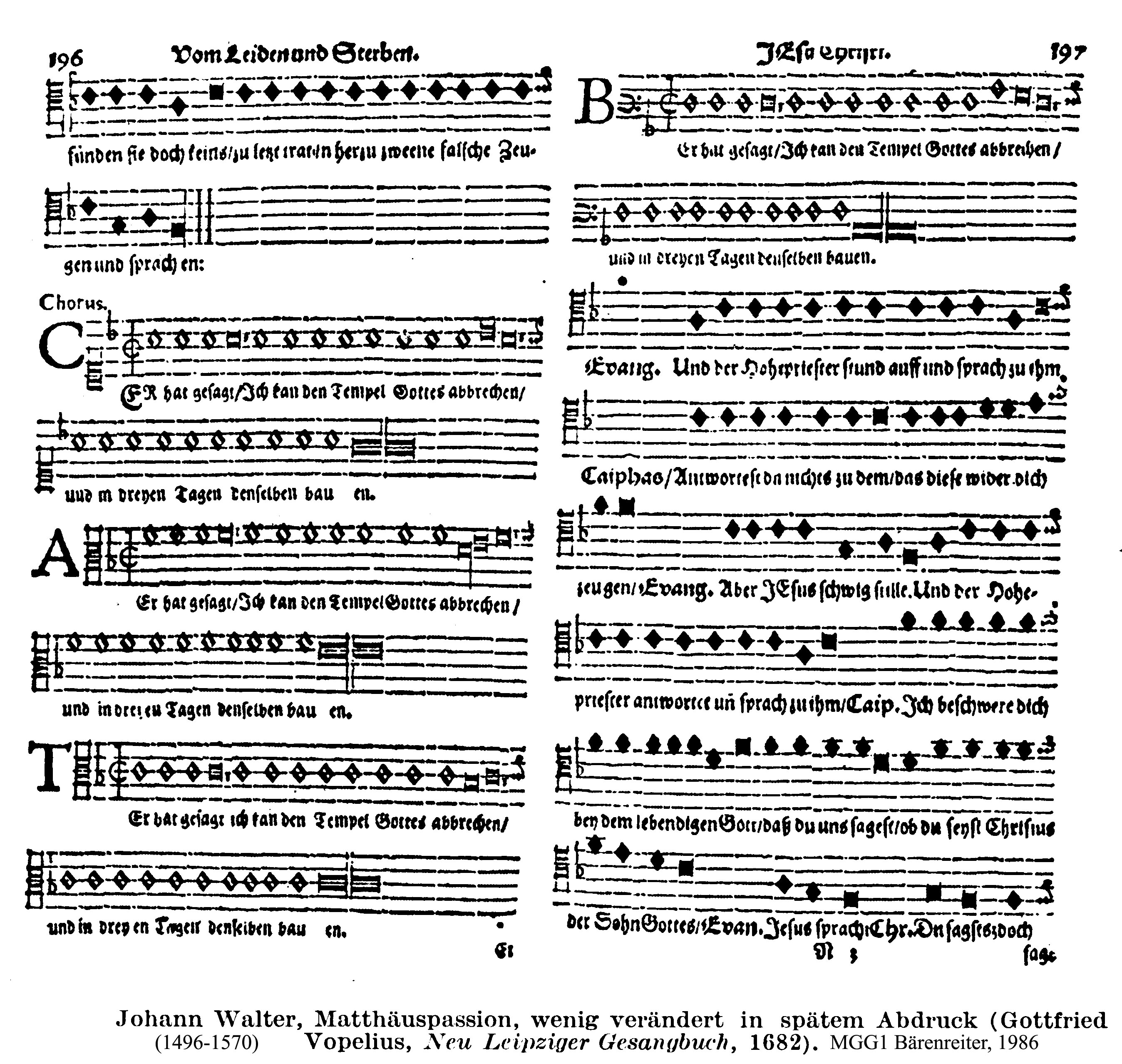
Fragmento de la Pasión según San Mateo en el "Neu Leipziger Gesangbuch", ed. por Gottfried Vopelius en 1682. Tomado de la reed. de 1986 (MGGI Bärenreiter).

Walter es uno de los más fecundos e inspirados productores de música religiosa de la tradición de la Reforma Protestante. Se le deben las más antiguas colecciones de corales luteranos, el (Geystliche Gesank Büchlein, 1524), numerosas melodías de coral, motetes, magníficat, pasión, cuyo estilo simple es una de las principales fuentes de la música protestante.

## Reconocimientos
- Su nombre figura en el Calendario litúrgico luterano.
- El asteroide "120481 Johannwalter" está nombrado en su honor y existe una escuela secundaria con su nombre en la ciudad de Torgau.